# Bayadera hyalina
Bayadera hyalina är en trollsländeart som först beskrevs av Selys 1879.  Bayadera hyalina ingår i släktet Bayadera och familjen Euphaeidae. IUCN kategoriserar arten globalt som sårbar. Inga underarter finns listade i Catalogue of Life.